# 艾琳·伍茲
賈桂琳·露絲·「艾琳」·伍茲（英語：Jacqueline Ruth "Ilene" Woods，1929年5月5日—2010年7月1日），美國歌手兼女演員，曾在1950年迪士尼經典動畫長片《仙履奇緣》中為主角灰姑娘配音。

## 早年生活
伍茲出生在新罕布什尔州朴次茅斯。其母親當時擔當電影幕後工作，而伍茲亦跟隨母親一起，故她在兩歲時便開始表演。1944年的夏季，即她15歲時，就在美國廣播公司旗下的藍色廣播網主持自己的節目《艾琳伍茲秀》（The Ilene Woods Show）。節目在每星期播放三日，每日有15分鐘的廣播時間，有許多作曲家來作客這個節目，以獻出自己的歌曲。伍茲因此認識了麥克·大衛和傑瑞·李文斯頓兩人，並成為好友。之後，伍茲遷往加利福尼亞州居住。

## 事業生涯
1948年，麥克·大衛和傑瑞·李文斯頓寫了《Bibbidi-Bobbidi-Boo》、《A Dream Is a Wish Your Heart Makes》及《So This is Love》三首歌曲，並邀請伍茲前往灌錄，後來他們把歌曲獻給了華特·迪士尼，供其在《仙履奇緣》原裝英語電影中使用。華特·迪士尼聽了伍茲的示範錄音，兩日後邀請她為《仙履奇緣》電影的主角灰姑娘配音。
伍茲從超過300位試鏡者中脫穎而出，所以她欣然接受這份工作，但她在配音工作完成後只與華特·迪士尼見面一次。她接受Classicfilm訪問時憶述道：「看到這部電影採用了新的形式，這令我嘆為觀止。它太美麗了，電影的顏色很壯觀，它將我的呼吸屏住，這真是太好了。雖然我觀賞這部電影時，有點忘了自己為這部電影幹了些什麼，但是這部電影為我帶回了，許多與華特（迪士尼）及其他出色的演員共事時漂亮的回憶。這它為我帶來了美好的回憶。」
伍茲多年來從事演藝事業工作，她曾在紐約州達奇斯縣海德帕克為美國總統羅斯福獻唱，亦曾在白宮為總統杜魯門獻唱，更先後為戰事中的士兵和水手們獻唱。

## 晚年生活
伍茲在17歲時與小史蒂芬·施特克結婚，並育有一女，名叫史蒂芬妮。後來兩人離異，伍茲於1963年改嫁《今夜秀》（Tonight Show）的鼓手艾德·蕭內西，育有兩子，分別名為詹姆斯和丹尼爾。
2003年，伍茲獲得迪士尼傳奇獎項，以表揚她在《仙履奇緣》的配音工作。《天使有約》（Touched By An Angel）是她的最後一部演出劇集，她在劇中飾演夜間護士凱西。

## 逝世
伍茲因罹患阿兹海默病，於2010年7月1日在洛杉磯卡諾加帕克一間療養院病逝，享壽81歲。丈夫艾德·蕭內西曾向《洛杉磯時報》透露，伍茲臨終前已經無法辨認大部份在她發生的事情，但護士卻發現她能在自己曾主唱的《A Dream Is a Wish Your Heart Makes》中找到慰藉，故他們經常播放這首歌曲給她聆聽。她離世後遺下陪伴她47年的蕭內西和兩名兒子、與施特克誕下的女兒史蒂芬妮和三名孫兒，並葬在荷里活山的科士蘭紀念公園。